# USS Lindsey
L'USS Lindsey (DD-771/DM-32/MMD-32) est un destroyer poseur de mines de la classe Robert H. Smith construit durant la Seconde Guerre mondiale, nommé en l'honneur d'Eugene Lindsey. 
La quille du navire est posée le 12 septembre 1943 au Bethlehem Shipbuilding San Pedro en Californie, sous le nom de DD-771 en tant que destroyer de la classe Allen M. Sumner. Il est lancé le 5 mars 1944, parainné par Mme Eugene E. Lindsey, veuve du lieutenant Comdr. Lindsey
Le navire est reclassé DM-32 le 19 juillet 1944 et mis en service le 20 août 1944.